# ۱۷-هیدروکسی پروژسترون
۱۷-هیدروکسی پروژسترون (انگلیسی: 17-Hydroxyprogesterone) یک پروژسترون تولید بدن است که به هورمون پروژسترون مرتبط است. این هورمون همچنین یک ترکیب واسطه در بیوسنتز بسیاری از استروئیدهای درون بدن از جمله آندروژن‌ها، استروژن‌ها، گلوکوکورتیکوئیدها، مینرالوکورتیکوئیدها و نوروستروئیدها است. این ترکیب از هیدروکسیلاسیون پروژسترون (توسط آنزیم ۱۷ آلفاهیدروکسیلاز) تولید می‌شود. این ترکیب کاربردهای دارویی نیز دارد.

## نگارخانه